# Rangomarama edwardsi
Rangomarama edwardsi är en tvåvingeart som beskrevs av Jaschhof och Raphael K. Didham 2002. Rangomarama edwardsi ingår i släktet Rangomarama och familjen Rangomaramidae. Inga underarter finns listade i Catalogue of Life.